# Hornguan
Hornguan (Oreophasis derbianus) är en utrotningshotad fågel i familjen trädhöns inom ordningen hönsfåglar.

## Utseende
Hornguanen är en stor svartvit omisskännlig trädhöna, med en kroppslängd på 84 centimeter. Ovansidan är blåglansigt svart, flanker och nedre delen av buken brun medan hals, bröst och övre delen av buken är vitfläckat svart. Även stjärten är svart, med ett vitt band nära stjärtroten. Högst upp på hjässan syns ett märkligt rött horn av bar hud och på halsen en lite röd dröglapp. Ungfågelns horn är mindre utvecklat och stjärt och vingar är bruna.

## Utbredning och systematik
Fågeln placeras som enda art i släktet Oreophasis och behandlas som monotypisk, det vill säga att den inte delas in i några underarter. Den förekommer i fuktiga skogar i södra Mexiko (Chiapas) och Guatemala.

## Levnadssätt
Hornguanen bebor fuktig, städsegrön bergsskog på mellan 2 300 och 3 100 meters höjd. Den livnär sig huvudsakligen av frukt, men också gröna löv, insekter och blommor. I El Triunfo häckar den under de torra månaderna i februari och mars, så att när regnperioden börjar i maj är kycklingarna halvvuxna. Den antas vara stannfågel.

## Status och hot
Hornguanen har ett fragmenterat utbredningsområde och en liten världspopulation på endast 600–1 700 vuxna individer. Den tros också minska i antal. Internationella naturvårdsunionen IUCN kategoriserar därför arten som starkt hotad. Vidare undersökningar kan komma att visa att arten är mer vida spridd än vad nuvarande data visar, men skydd av kända lokaler anses nödvändigt om dess status ska kunna förbättras.

## Namn
Arten är uppkallad efter Edward Smith-Stanley, 13:e earl av Derby.